# 播磨王朝
播磨王朝(はりまおうちょう)は、岡田英弘が提唱した日本古代史の時期区分の学説。奈良県の飛鳥地方に本拠地を置いた倭国の王朝。播磨で「発見」された顕宗天皇・仁賢天皇の兄弟と、仁賢天皇の子武烈天皇の三代から成る